# لایوش یکم
لایوش یکم (به مجاری: I. Lajos) یا لایوش بزرگ (به مجاری: Nagy Lajos)(زادهٔ ۵ مارس ۱۳۲۶ – مرگ ۱۰ سپتامبر ۱۳۸۲) پادشاه مجارستان، کرواسی و لهستان بود. او سومین پسر کاروی یکم بود.
لایوش از دودمان کاپتی آنژو بود. او یکی از برجسته‌ترین و کوشاترین شاهان سده‌های میانه متأخر بود. سرزمین زیر فرمان او تا دریای آدریاتیک می‌کشید و او دالماسی و بخش‌هایی از بوسنی و بلغارستان را نیز در تصرف داشت. در روزگار او مجارستان بیشترین نفوذ سیاسی را در اروپای آن زمان به دست‌آورد. بیشتر زمان پادشاهی لایوش به جنگ با جمهوری ونیز گذشت. همچنین او با پادشاهی ناپل هم رقابت داشت. او نخستین پادشاه اروپا بود که با عثمانیها برخورد کرد.
لایوش یکم در ۱۳۶۷ میلادی دانشگاه پچ را بنیادگذارد.

## نگارخانه

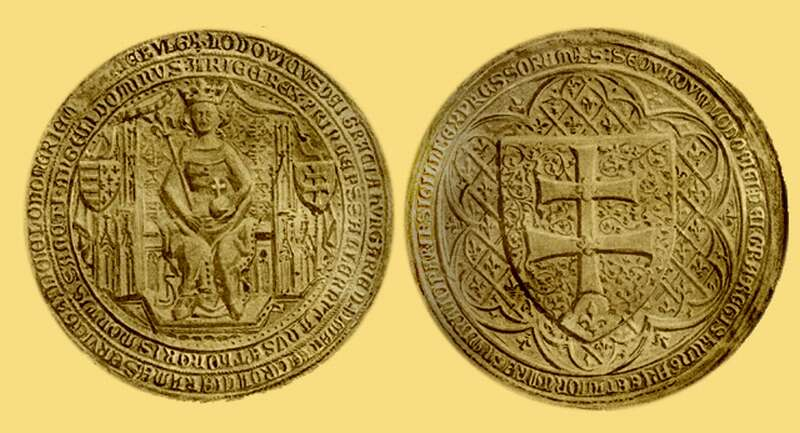
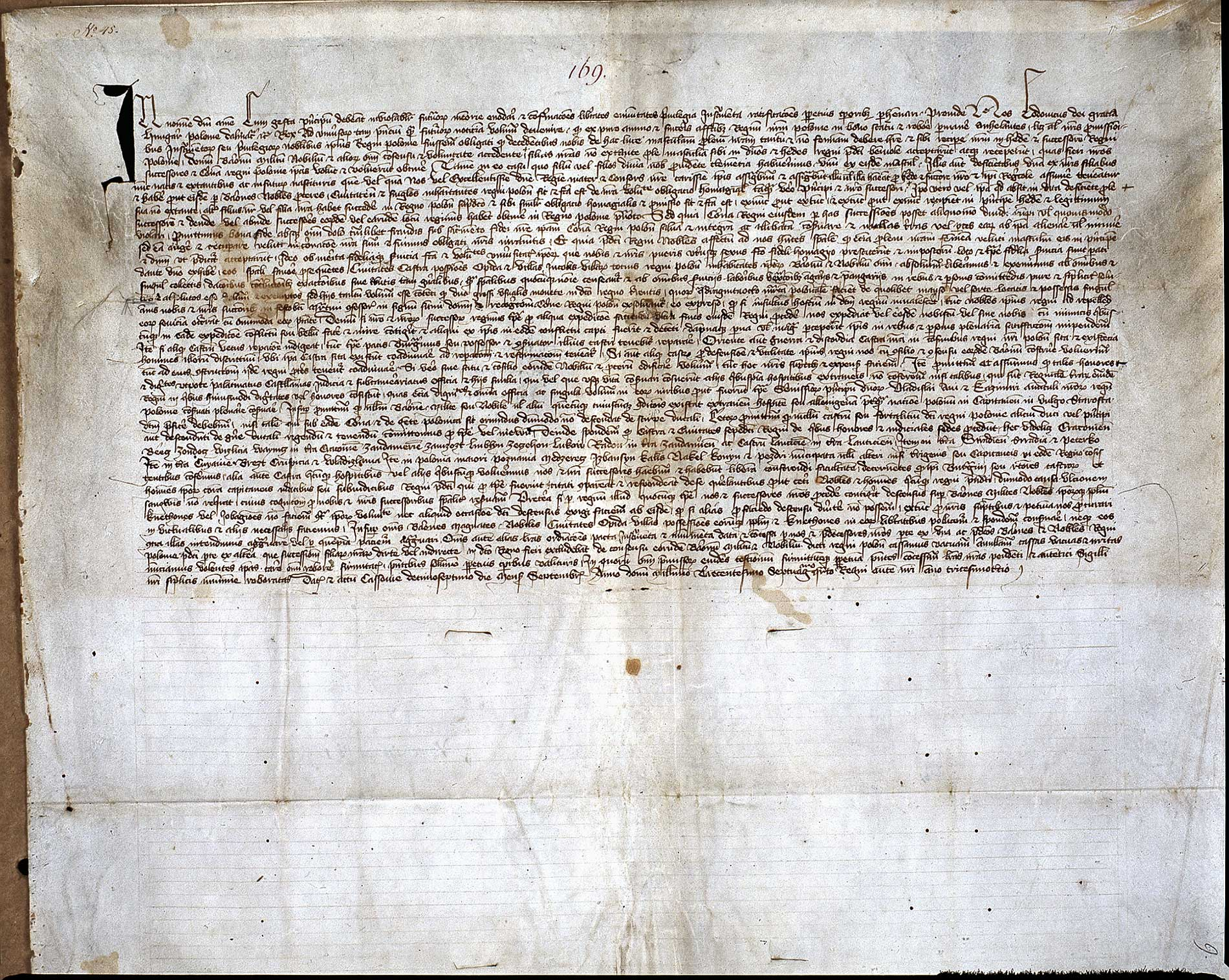